# Common Reaction
Common Reaction - debiutancki album studyjny amerykańskiego zespołu Uh Huh Her. Album wydany został 27 kwietnia 2008.

## Lista utworów
1. "Not A Love Song" – 3:33
2. "Explode" – 2:50
3. "Wait Another Day" – 4:01
4. "Common Reaction" - 4:01
5. "Say So" – 3:29
6. "Covered" – 3:54
7. "Everyone" - 3:37
8. "Away From Here" – 3:22
9. "So Long" – 2:42
10. "Dance With Me" – 3:02
11. "Dreamer" - 3:53
12. Bonus: "Not A Love Song (Morgan Page Remix)" - 7:13

Wideo muzyczne:
1. Not A Love Song (2008)
2. Explode (2008)